# (351677) 2006 AM78
(351677) 2006 AM78 es un asteroide perteneciente al cinturón de asteroides, descubierto el 11 de enero de 2006 por James Whitney Young desde el Observatorio Ford, Wrightwood (California), Estados Unidos.

## Designación y nombre
Designado provisionalmente como 2006 AM78.

## Características orbitales
2006 AM78 está situado a una distancia media del Sol de 2,331 ua, pudiendo alejarse hasta 2,705 ua y acercarse hasta 1,957 ua. Su excentricidad es 0,160 y la inclinación orbital 5,128 grados. Emplea 1299,55 días en completar una órbita alrededor del Sol.

## Características físicas
La magnitud absoluta de 2006 AM78 es 17,67.